# Eredivisie ijshockey 2011/12
De Eredivisie ijshockey is de hoogste divisie in deze tak van sport in Nederland die door de Nederlandse IJshockey Bond (NIJB) wordt georganiseerd. Het seizoen 2011/12 was het 52e seizoen van deze competitie.
De reguliere competitie werd voor het tweede seizoen als de North Sea Cup gespeeld. Daarna volgde voor de Nederlandse clubs de titelstrijd om het Kampioenschap van Nederland. In de finale versloeg Eaters Geleen titelverdediger HYS The Hague en werd voor het eerst Nederlands kampioen.

## North Sea Cup
De North Sea Cup ging op vrijdag 2 december van start na afloop van de bekercompetitie met drie Belgische en zes Nederlandse clubs en eindigde op zondag 29 januari.
Ten opzichte van het vorige seizoen waren de Belgische club IHC Leuven en de Nederlandse club Amsterdam Capitals nieuw en ontbrak de Nederlandse club Romijnders Devils Nijmegen. Op vrijdag 13 januari trok de Belgische club White Caps Turnhout zich terug uit de North Sea Cup en werden alle al gespeelde wedstrijden als niet gespeeld verklaard.
Elk team speelde hierdoor veertien reglementaire wedstrijden. Dit aantal werd bereikt door middel van een enkele competitie met een thuis- en uitwedstrijd tegen elke tegenstander. De nummers een en twee van de competitie speelden op 28 februari de finalewedstrijd in de De Uithof (Den Haag).
In de reguliere competitie eindigde HYS The Hague de North Sea Cup 2012 als eerste (op doelsaldo) voor nummer twee Eaters Geleen. In de finale zegevierde HYS met 6-3 over Eaters.

### Eindstand
Puntentelling
Een gewonnen wedstrijd leverde drie punten op. Bij een gelijkspel volgde een verlenging (4-tegen-4) van maximaal vijf minuten, eventueel gevolgd door een shoot-out. Het team dat scoorde won de wedstrijd met één doelpunt verschil. De winnaar kreeg twee punten, de verliezer één punt.
| \| # \| Club \| AW \| W \| GW \| GV \| V \| Pnt \| V-T \| \| - \| ------------------- \| -- \| -- \| -- \| -- \| -- \| --- \| ------ \| \| 1 \| HYS The Hague \| 14 \| 12 \| 0 \| 0 \| 02 \| 36 \| 97-041 \| \| 2 \| Eaters Geleen \| 14 \| 12 \| 0 \| 0 \| 02 \| 36 \| 72-036 \| \| 3 \| Tilburg Trappers \| 14 \| 11 \| 0 \| 0 \| 03 \| 33 \| 80-036 \| \| 4 \| HYC Herentals \| 14 \| 05 \| 02 \| 0 \| 07 \| 19 \| 58-071 \| \| 5 \| Eindhoven Kemphanen \| 14 \| 05 \| 01 \| 01 \| 07 \| 18 \| 66-047 \| \| 6 \| Friesland Flyers \| 14 \| 05 \| 0 \| 01 \| 08 \| 16 \| 52-063 \| \| 7 \| IHC Leuven \| 14 \| 01 \| 01 \| 01 \| 11 \| 06 \| 26-085 \| \| 8 \| Amsterdam Capitals \| 14 \| 01 \| 0 \| 01 \| 12 \| 04 \| 34-106 \| | Legenda AW = aantal wedstrijden W = winstpartij (3 punten) GW = gelijk en gewonnen na verlenging (2 punten) GV = gelijk en verloren na verlenging (1 punt) V = verliespartij (0 punten) Pnt = totaal punten v-t = doelpunten voor/tegen |    |    |    |    |    |     |        |
| # | Club | AW | W  | GW | GV | V  | Pnt | V-T    |
| 1 | HYS The Hague | 14 | 12 | 0  | 0  | 02 | 36  | 97-041 |
| 2 | Eaters Geleen | 14 | 12 | 0  | 0  | 02 | 36  | 72-036 |
| 3 | Tilburg Trappers | 14 | 11 | 0  | 0  | 03 | 33  | 80-036 |
| 4 | HYC Herentals | 14 | 05 | 02 | 0  | 07 | 19  | 58-071 |
| 5 | Eindhoven Kemphanen | 14 | 05 | 01 | 01 | 07 | 18  | 66-047 |
| 6 | Friesland Flyers | 14 | 05 | 0  | 01 | 08 | 16  | 52-063 |
| 7 | IHC Leuven | 14 | 01 | 01 | 01 | 11 | 06  | 26-085 |
| 8 | Amsterdam Capitals | 14 | 01 | 0  | 01 | 12 | 04  | 34-106 |

### Uitslagen
| Datum | Thuisteam           | Uitslag | Periodestanden | Uitteam             |
| ----- | ------------------- | ------- | -------------- | ------------------- |
| 02/12 | Amsterdam Capitals  | 8-6     | 3-2, 1-3, 4-1  | Tilburg Trappers    |
| 02/12 | HYS The Hague       | 11-4    | 4-0, 2-2, 5-2  | Friesland Flyers    |
| 03/12 | Eindhoven Kemphanen | 12-1    | 3-1, 3-0, 6-0  | Amsterdam Capitals  |
| 03/12 | HYC Herentals       | 7-6 nv  | 2-2, 3-2, 1-2  | IHC Leuven          |
| 04/12 | IHC Leuven          | 0-10    | 0-3, 0-2, 0-5  | HYS The Hague       |
| 04/12 | Tilburg Trappers    | 7-0     | 0-0, 3-0, 4-0  | HYC Herentals       |
| 09/12 | Friesland Flyers    | 8-2     | 1-0, 3-2, 0-0  | IHC Leuven          |
| 09/12 | HYS The Hague       | 6-5     | 0-2, 2-2, 4-1  | HYC Herentals       |
| 09/12 | Tilburg Trappers    | 2-0     | 0-0, 1-0, 1-0  | Eindhoven Kemphanen |
| 10/12 | Eindhoven Kemphanen | 1-4     | 1-1, 0-3, 0-0  | Eaters Geleen       |
| 10/12 | IHC Leuven          | 2-4     | 0-2, 1-1, 1-1  | Tilburg Trappers    |
| 11/12 | Eaters Geleen       | 5-3     | 2-2, 2-1, 1-0  | HYS The Hague       |
| 16/12 | Friesland Flyers    | 8-3     | 2-2, 3-1, 3-0  | HYC Herentals       |
| 16/12 | HYS The Hague       | 6-5     | 4-2, 1-2, 1-1  | Tilburg Trappers    |
| 17/12 | Eindhoven Kemphanen | 9-3     | 3-0, 3-1, 3-2  | Friesland Flyers    |
| 18/12 | Eaters Geleen       | 5-2     | 1-1, 2-0, 2-1  | IHC Leuven          |
| 18/12 | HYC Herentals       | 6-2     | 2-0, 2-1, 2-1  | Eindhoven Kemphanen |
| 21/12 | Eindhoven Kemphanen | 5-1     | 1-1, 3-0, 1-0  | IHC Leuven          |
| 21/12 | Friesland Flyers    | 7-4     | 3-1, 3-1, 1-2  | Amsterdam Capitals  |
| 23/12 | Amsterdam Capitals  | 2-10    | 2-3, 0-3, 0-4  | Eindhoven Kemphanen |
| 23/12 | Friesland Flyers    | 0-2     | 0-0, 0-0, 0-2  | Eaters Geleen       |
| 27/12 | Eaters Geleen       | 5-1     | 2-0, 3-1, 0-0  | Tilburg Trappers    |
| 30/12 | HYC Herentals       | 3-6     | 0-4, 1-1, 2-1  | Eaters Geleen       |
| 30/12 | HYS The Hague       | 6-4     | 1-0, 2-1, 3-3  | Eindhoven Kemphanen |
| 30/12 | Tilburg Trappers    | 6-4     | 2-0, 3-1, 1-3  | Friesland Flyers    |
| 03/01 | HYC Herentals       | 5-1     | 2-0, 2-1, 1-0  | Amsterdam Capitals  |
| 04/01 | Amsterdam Capitals  | 3-6     | 0-3, 2-2, 1-1  | Eaters Geleen       |
| 04/01 | Friesland Flyers    | 0-3     | 0-1, 0-0, 0-2  | HYS The Hague       |

| Datum | Thuisteam           | Uitslag | Periodestanden | Uitteam             |
| ----- | ------------------- | ------- | -------------- | ------------------- |
| 06/12 | HYS The Hague       | 6-0     | 3-0, 2-0, 1-0  | IHC Leuven          |
| 06/12 | Tilburg Trappers    | 14-0    | 6-0, 5-0, 3-0  | Amsterdam Capitals  |
| 07/01 | Amsterdam Capitals  | 3-12    | 0-4, 1-4, 2-4  | HYS The Hague       |
| 07/01 | IHC Leuven          | 1-5     | 0-1, 1-3, 0-1  | HYC Herentals       |
| 08/01 | Eaters Geleen       | 6-2     | 0-1, 3-0, 3-1  | Friesland Flyers    |
| 08/01 | HYC Herentals       | 2-7     | 1-2, 0-3, 1-2  | Tilburg Trappers    |
| 13/01 | Amsterdam Capitals  | 3-8     | 2-0, 1-3, 0-5  | HYC Herentals       |
| 13/01 | HYS The Hague       | 6-3     | 1-1, 4-1, 1-1  | Eaters Geleen       |
| 13/01 | Tilburg Trappers    | 7-0     | 4-0, 2-0, 1-0  | IHC Leuven          |
| 14/01 | Eindhoven Kemphanen | 3-4     | 0-1, 1-1, 2-2  | Tilburg Trappers    |
| 14/01 | IHC Leuven          | 1-6     | 1-2, 0-2, 0-2  | Friesland Flyers    |
| 15/01 | Eaters Geleen       | 3-2     | 0-0, 2-0, 1-2  | Eindhoven Kemphanen |
| 15/01 | HYC Herentals       | 2-11    | 0-5, 1-5, 1-1  | HYS The Hague       |
| 16/01 | IHC Leuven          | 2-0     | 1-0, 0-0, 1-0  | Amsterdam Capitals  |
| 20/01 | Friesland Flyers    | 2-6     | 1-2, 1-2, 0-2  | Tilburg Trappers    |
| 20/01 | HYS The Hague       | 8-4     | 5-0, 2-2, 1-2  | Amsterdam Capitals  |
| 21/01 | Eaters Geleen       | 8-3     | 2-1, 3-0, 3-2  | HYC Herentals       |
| 21/01 | IHC Leuven          | 2-10    | 1-6, 1-1, 0-3  | Eindhoven Kemphanen |
| 22/01 | Amsterdam Capitals  | 2-4     | 0-1, 0-2, 2-1  | Friesland Flyers    |
| 22/01 | Eindhoven Kemphanen | 2-7     | 1-2, 1-5, 0-0  | HYS The Hague       |
| 22/01 | Tilburg Trappers    | 7-2     | 2-1, 1-1, 4-0  | Eaters Geleen       |
| 27/01 | Amsterdam Capitals  | 3-4 nv  | 0-1, 2-1, 1-1  | IHC Leuven          |
| 27/01 | Friesland Flyers    | 2-3 nv  | 1-0, 0-1, 1-2  | Eindhoven Kemphanen |
| 27/01 | Tilburg Trappers    | 4-2     | 0-0, 0-2, 4-0  | HYS The Hague       |
| 28/01 | Eindhoven Kemphanen | 3-4     | 0-1, 1-1, 2-1  | HYC Herentals       |
| 28/01 | IHC Leuven          | 3-9     | 1-2, 1-4, 1-3  | Eaters Geleen       |
| 29/01 | Eaters Geleen       | 8-0     | 3-0, 2-0, 3-0  | Amsterdam Capitals  |
| 29/01 | HYC Herentals       | 5-2     | 2-1, 0-0, 3-1  | Friesland Flyers    |

### Finale
De finale werd op dinsdag 28 februari 2012 gespeeld.
| Datum | Plaats               | Thuisteam     | Uitslag | Periodestanden | Uitteam       |
| ----- | -------------------- | ------------- | ------- | -------------- | ------------- |
| 28/02 | De Uithof (Den Haag) | HYS The Hague | 6-3     | 2-1, 1-1, 3-1  | Eaters Geleen |

### Uitslagen White Caps Turnhout
Hieronder de uitslagen van de vervallen wedstrijden van White Caps Turnhout.
| Datum | Thuisteam           | Uitslag | Periodestanden | Uitteam             |
| ----- | ------------------- | ------- | -------------- | ------------------- |
| 03/12 | Eaters Geleen       | 5-2     | 1-1, 1-1, 3-0  | White Caps Turnhout |
| 04/12 | White Caps Turnhout | 1-6     | 0-3, 0-2, 1-1  | Eindhoven Kemphanen |
| 09/12 | Amsterdam Capitals  | 1-6     | 0-2, 0-2, 1-2  | White Caps Turnhout |
| 11/12 | White Caps Turnhout | 2-7     | 1-2, 0-3, 1-2  | Friesland Flyers    |
| 18/12 | White Caps Turnhout | 2-8     | 0-2, 1-4, 1-2  | HYS The Hague       |
| 21/12 | White Caps Turnhout | 4-7     | 0-2, 1-2, 3-3  | HYC Herentals       |
| 23/12 | Tilburg Trappers    | 5-3     | 1-1, 2-1, 2-1  | White Caps Turnhout |
| 27/12 | IHC Leuven          | 2-5     | 0-0, 1-0, 1-5  | White Caps Turnhout |
| 07/01 | White Caps Turnhout | 2-6     | 0-4, 2-1, 0-1  | Eaters Geleen       |
| 08/01 | Eindhoven Kemphanen | 14-0    | 4-0, 4-0, 6-0  | White Caps Turnhout |

## Kampioenschap van Nederland

### Kwartfinale
De kwartfinale werd gespeeld in twee groepen van drie teams. Hieraan namen alleen de Nederlandse clubs uit de North Sea Cup deel. Hierin werd een dubbele competitie gespeeld (2× thuis en 2× uit tegen elke tegenstander).
| Eindstand groep A |                  |    |   |    |    |   |     |       |
| #                 | Club             | AW | W | GW | GV | V | Pnt | V-T   |
| 1                 | HYS The Hague    | 8  | 5 | 2  | 0  | 1 | 25  | 45-21 |
| 2                 | Tilburg Trappers | 8  | 5 | 0  | 1  | 2 | 20  | 37-25 |
| 3                 | Friesland Flyers | 8  | 0 | 0  | 1  | 7 | 03  | 15-51 |

| Uitslagen groep A |                  |         |                |                  |
| Datum             | Thuisteam        | Uitslag | Periodestanden | Uitteam          |
| 01/02             | Friesland Flyers | 2-3 nv  | 0-1, 1-1, 1-0  | HYS The Hague    |
| 02/02             | Tilburg Trappers | 9-1     | 3-0, 1-1, 5-0  | Friesland Flyers |
| 03/02             | HYS The Hague    | 4-3 nv  | 1-0, 0-0, 2-3  | Tilburg Trappers |
| 07/02             | Tilburg Trappers | 3-2     | 1-2, 0-0, 2-0  | HYS The Hague    |
| 10/02             | Friesland Flyers | 1-5     | 1-2, 0-1, 0-2  | Tilburg Trappers |
| 14/02             | HYS The Hague    | 5-2     | 2-1, 0-0, 3-1  | Friesland Flyers |
| 17/02             | HYS The Hague    | 7-1     | 1-0, 2-0, 4-1  | Tilburg Trappers |
| 19/02             | Tilburg Trappers | 5-0     | 0-0, 4-0, 1-0  | Friesland Flyers |
| 22/02             | Friesland Flyers | 2-5     | 0-1, 0-2, 2-2  | HYS The Hague    |
| 24/02             | Friesland Flyers | 4-6     | 1-2, 2-4, 1-0  | Tilburg Trappers |
| 25/02             | HYS The Hague    | 13-3    | 4-0, 5-1, 4-2  | Friesland Flyers |
| 26/02             | Tilburg Trappers | 5-6     | 2-2, 1-1, 2-3  | HYS The Hague    |

| Eindstand groep B |                     |    |   |    |    |   |     |       |
| #                 | Club                | AW | W | GW | GV | V | Pnt | V-T   |
| 1                 | Eaters Geleen       | 8  | 6 | 1  | 0  | 1 | 25  | 54-27 |
| 2                 | Eindhoven Kemphanen | 8  | 4 | 0  | 1  | 3 | 16  | 47-27 |
| 3                 | Amsterdam Capitals  | 8  | 1 | 0  | 0  | 7 | 04  | 28-75 |

| Uitslagen groep B |                     |         |                     |                     |
| Datum             | Thuisteam           | Uitslag | Periodestanden      | Uitteam             |
| 01/02             | Eindhoven Kemphanen | 2-4     | 1-0, 1-1, 0-3       | Eaters Geleen       |
| 03/02             | Amsterdam Capitals  | 4-11    | wedstrijd afgelast* | Eaters Geleen       |
| 04/02             | Eindhoven Kemphanen | 13-3    | 5-1, 4-1, 4-1       | Amsterdam Capitals  |
| 05/02             | Eaters Geleen       | 2-0     | 1-0, 1-0, 0-0       | Eindhoven Kemphanen |
| 07/02             | Eaters Geleen       | 10-4    | 4-1, 1-0, 5-3       | Amsterdam Capitals  |
| 10/02             | Amsterdam Capitals  | 2-8     | 2-2, 0-2, 0-4       | Eindhoven Kemphanen |
| 17/02             | Amsterdam Capitals  | 4-11    | 2-6, 1-3, 1-2       | Eaters Geleen       |
| 18/02             | Eaters Geleen       | 5-2     | 1-1, 3-0, 1-1       | Eindhoven Kemphanen |
| 19/02             | Eindhoven Kemphanen | 5-3     | 1-1, 2-1, 2-1       | Amsterdam Capitals  |
| 24/02             | Amsterdam Capitals  | 2-12    | 0-2, 1-5, 1-5       | Eindhoven Kemphanen |
| 25/02             | Eindhoven Kemphanen | 5-6 nv  | 3-2, 2-1, 0-2       | Eaters Geleen       |
| 26/02             | Eaters Geleen       | 5-6     | 3-3, 0-3, 2-0       | Amsterdam Capitals  |

### Halve finale
De halve finale werd door middel van een “best-of-5” gespeeld.
| A1 - B2 |                     |         |                |                     |
| Datum   | Thuisteam           | Uitslag | Periodestanden | Uitteam             |
| 02/03   | HYS The Hague       | 5-2     | 1-1, 3-1, 1-0  | Eindhoven Kemphanen |
| 03/03   | Eindhoven Kemphanen | 3-9     | 1-3, 1-3, 1-3  | HYS The Hague       |
| 06/03   | HYS The Hague       | 5-4 nv  | 1-3, 2-0, 1-1  | Eindhoven Kemphanen |

| B1 - A2 |                  |         |                |                  |
| Datum   | Thuisteam        | Uitslag | Periodestanden | Uitteam          |
| 03/03   | Eaters Geleen    | 3-1     | 1-0, 2-1, 0-0  | Tilburg Trappers |
| 04/03   | Tilburg Trappers | 4-5     | 0-3, 0-1, 4-1  | Eaters Geleen    |
| 07/03   | Eaters Geleen    | 6-3     | 1-2, 3-0, 2-1  | Tilburg Trappers |

### Finale
De finale werd door middel van een “best-of-5” gespeeld.
| Datum | Thuisteam     | Uitslag | Periodestanden | Uitteam       |
| ----- | ------------- | ------- | -------------- | ------------- |
| 17/03 | HYS The Hague | 3-2 nv  | 0-1, 1-1, 1-0  | Eaters Geleen |
| 18/03 | Eaters Geleen | 3-1     | 1-1, 0-0, 2-0  | HYS The Hague |
| 20/03 | HYS The Hague | 3-2     | 1-1, 1-0, 1-1  | Eaters Geleen |
| 23/03 | Eaters Geleen | 5-2     | 1-0, 3-1, 1-1  | HYS The Hague |
| 25/03 | HYS The Hague | 1-7     | 1-2, 0-2, 0-3  | Eaters Geleen |